# Regeringen Rama II
Regeringen Rama II är Albaniens före detta regering som tillträdde den 11 september 2017 efter att ha vunnit majoritet i parlamentet vid parlamentsvalet i juni samma år. Regeringen blev den andra i raden ledd av socialistpartiets partiledare och statsminister Edi Rama. Regeringen som tillträdde 2017 är mindre än tidigare regeringar med elva ministerier samt två ministrar utan portfölj.
Regeringen efterträddes av regeringen Rama III i september 2021.

## Statsråd
Följande är en lista över de statsråd som tillträdde regeringen den 11 september 2017. 
| Ministär                             | Minister | Minister                                                                | Födelseår | Parti |
| ------------------------------------ | -------- | ----------------------------------------------------------------------- | --------- | ----- |
| Premiärminister                      |          | Edi Rama                                                                | 1964      | PS    |
| Vice premiärminister                 |          | Senida Mesi                                                             | 1977      | PS    |
| Utrikesminister                      |          | Ditmir Bushati                                                          | 1977      | PS    |
| Inrikesminister                      |          | från november 2018: Sandër Lleshi fram till oktober 2018: Fatmir Xhafaj | 1963 1959 | PS    |
| Försvarsminister                     |          | Olta Xhaçka                                                             | 1979      | PS    |
| Justitieminister                     |          | Etilda Gjonaj                                                           | 1981      | PS    |
| Kulturminister                       |          | Mirela Kumbaro                                                          | 1966      | PS    |
| Finansminister                       |          | Arben Ahmetaj                                                           | 1969      | PS    |
| Idrotts- och utbildningsminister     |          | Lindita Nikolla                                                         | 1965      | PS    |
| Hälsominister                        |          | Ogerta Manastirliu                                                      | 1978      | PS    |
| Energi- och infrastrukturminister    |          | Damian Gjiknuri                                                         | 1972      | PS    |
| Jordbruksminister                    |          | Niko Peleshi                                                            | 1970      | PS    |
| Turism- och miljöminister            |          | Blendi Klosi                                                            | 1971      | PS    |
| Minister för utrikes bosatta albaner |          | Pandeli Majko                                                           | 1967      | PS    |
| Minister för entreprenörer           |          | Sonila Qato                                                             | 1977      | PS    |